# Saint-Maurice-lès-Châteauneuf
Saint-Maurice-lès-Châteauneuf este o comună în departamentul Saône-et-Loire, Franța. În 2009 avea o populație de 581 de locuitori.

## Evoluția populației
| An        | 1975 | 1982 | 1990 | 1999 | 2006 | 2009 |
| --------- | ---- | ---- | ---- | ---- | ---- | ---- |
| Populație | 530  | 571  | 527  | 573  | 574  | 581  |